# Бистрица (Литија)
Бистрица (словен. Bistrica) је насељено место у општини Литија, Засавска регија, Словенија.

## Историја
До територијалне реорганизације у Словенији била је у саставу старе општине Литија. Бистрица као самостално насеље постоји од 1995. године. Настао је спајањем издвојених делова из насеља Превале, Прежењске Њиве, Сподње Јелење и Чепље.

## Становништво
У попису становништва из 2011. године, Бистрица је имала 26 становника.
| Број становника према пописима | Број становника према пописима |
| ------------------------------ | ------------------------------ |
| 2002                           | 2011                           |
| 25                             | 26                             |

Напомена: Године 1995. настала спајањем посебних делова од насеља Превале, Прежењске Њиве, Сподње Јелење и Чепље.